# Desa Karangjaya (administrativ by i Indonesien, lat -7,16, long 107,28)
Desa Karangjaya är en administrativ by i Indonesien.   Den ligger i provinsen Jawa Barat, i den västra delen av landet, 120 km söder om huvudstaden Jakarta.